# Mornrod
Mornrod est un prénom masculin breton. 
Il fait référence à saint Mornrod. 
Il se fête le 24 janvier. 